# Hauerseter (przystanek kolejowy)
Hauerseter – kolejowy przystanek osobowy w Hauerseter, w regionie Akershus w Norwegii, jest oddalony od Oslo Sentralstasjon o 49,62 km. Jest położony na wysokości 217,4 m n.p.m.

## Ruch pasażerski
Leży na linii Hovedbanen. Jest elementem  kolei aglomeracyjnej w Oslo. Przez stację przebiegają pociągi linii 440.  Stacja obsługuje Oslo Sentralstasjon, Drammen, Asker, Lillestrøm i Skøyen.
| Numer | Stacja początkowaHa | stacja końcowa |
| ----- | ------------------- | -------------- |
| 440   | Skien               | Dal            |

Pociągi linii 440 odjeżdżają co godzinę; od Asker jadą trasą Askerbanen a między Oslo a Lillestrøm jadą trasą Gardermobanen. 

## Obsługa pasażerów
Wiata, poczekalnia, parking na 40 miejsc, parking rowerowy. Odprawa podróżnych odbywa się w pociągu.